# 圆根紫堇
圆根紫堇（学名：Corydalis uvaria）为罂粟科紫堇属下的一个种。

## 扩展阅读
- 維基物種上的相關：圆根紫堇